# İbrahim Yılmaz
İbrahim Yılmaz (Istanbul, 6 febbraio 1994) è un calciatore turco, attaccante del 68 Aksarayspor.

## Carriera

### Club
Ha giocato nella massima serie turca con l'İstanbul B.B.

### Nazionale
Nel 2009 ha disputato l'Europeo Under-19 e nel 2013 il Mondiale Under-20.